# 1954 en Saskatchewan
Chronologie de la Saskatchewan
- 1950
- 1951
- 1952
- 1953
- 1954
- 1955
- 1956
- 1957
- 1958

Cette page concerne des événements d'actualité qui se sont produits durant l'année 1954 dans la province canadienne de la Saskatchewan.

## Politique
- Premier ministre : Tommy Douglas
- Chef de l'Opposition :
- Lieutenant-gouverneur : William John Patterson
- Législature :

## Naissances

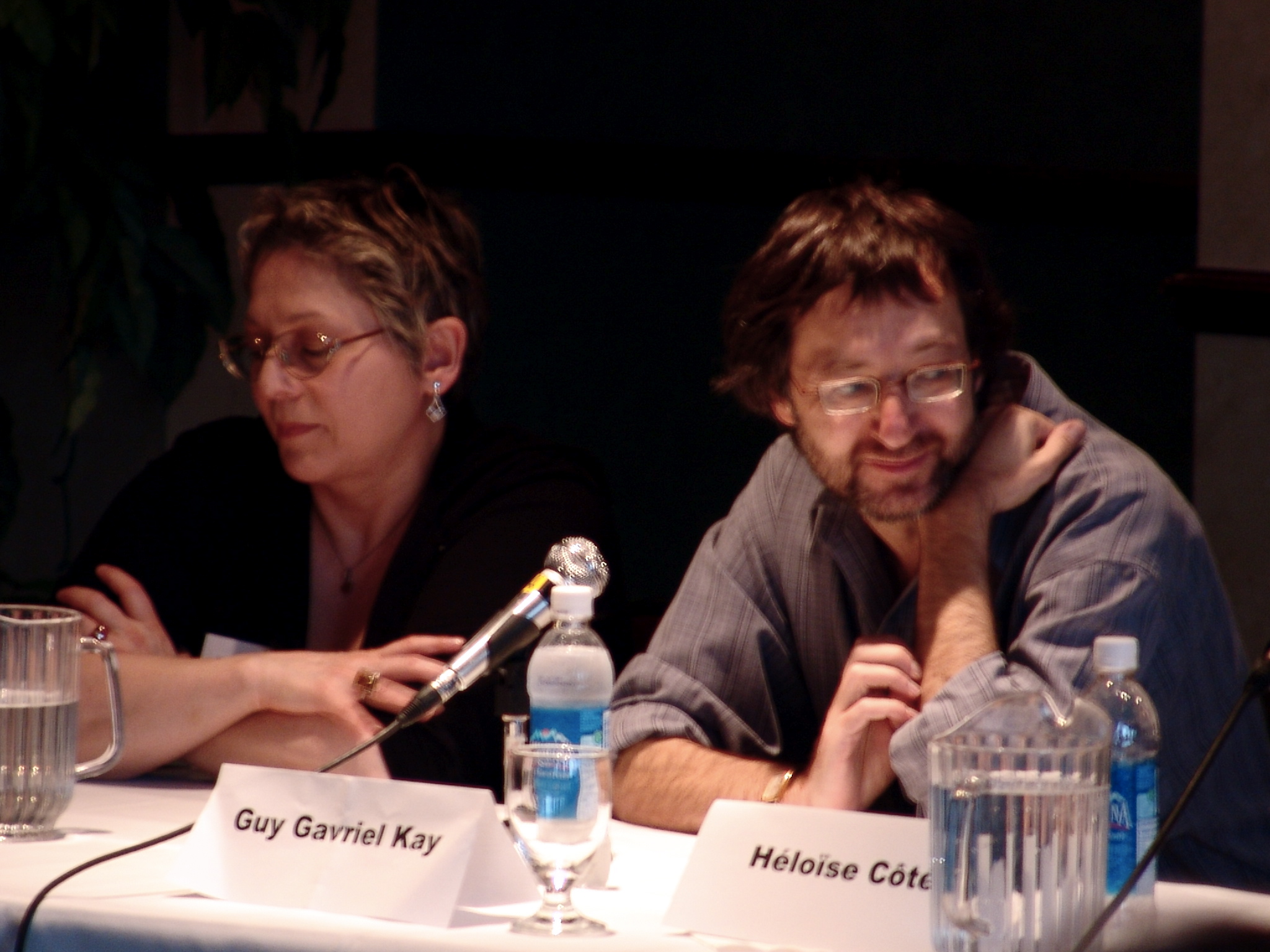
Guy Gavriel Kay

- 7 avril : Clark Gillies (né à Moose Jaw ) est un ancien joueur professionnel de hockey sur glace en Amérique du Nord.

- 17 avril : Roderick George Toombs, plus connu sous le nom de « Rowdy » Roddy Piper est un acteur et un ancien catcheur professionnel (lutteur) canadien né à Saskatoon. Bien qu'étant canadien, il fut connu pour avoir interprété durant une grande partie de sa carrière de catcheur un personnage d'écossais et pour être un membre du WWE Hall of Fame.

- 16 mai : Dafydd Rhys Williams est un spationaute canadien né à Saskatoon.

- 7 novembre : Guy Gavriel Kay, né à Weyburn, est un écrivain canadien, spécialisé dans l'heroic fantasy. Il a participé à la rédaction du Silmarillion de l'écrivain britannique J. R. R. Tolkien (avec le fils de ce dernier), avant de publier des romans sous son propre nom.

- 22 décembre : Ron John Greschner (né à Goodsoil) est un joueur professionnel canadien de hockey sur glace qui évoluait au poste de défenseur.